# Górki (powiat radomszczański)
Górki – kolonia w Polsce położona w województwie łódzkim, w powiecie radomszczańskim, w gminie Gidle.
W latach 1975–1998 miejscowość administracyjnie należała do województwa częstochowskiego.